# Druga Fundacja
Druga Fundacja (tyt. oryg. Second Foundation) – wydany w 1953 roku trzeci tom cyklu Fundacja autorstwa Isaaca Asimova.

## Fabuła
Tom podzielony na dwie części ukazuje Fundację, która jest opętana myślą zniszczenia konkurencyjnej, założonej przez samego Hariego Seldona Drugiej Fundacji.
Element nieprzewidziany przez plan Seldona – Muł z jego zdolnościami poszukuje Drugiej Fundacji podobnie jak później spiskowcy zarażeni jego ideałami, powodując, iż droga Fundacji nie jest już drogą wytyczoną przez plan Seldona, a przyszłość galaktyki pozostaje nieokreślona.

### Część I: Muł prowadzi poszukiwania
Muł – obecny „Pierwszy Obywatel” Fundacji, postanawia rozprawić się z jeszcze jednym wrogiem, mogącym zagrozić jego władzy. Jest to Druga Fundacja, którą Hari Seldon założył gdzieś „po drugiej stronie galaktyki”. Po 5 latach przygotowań, Muł wysyła kontrolowanego przez siebie generała Pritchera oraz zdolnego i obiecującego młodego Baila Channisa na poszukiwania świata rodzimego Drugiej Fundacji. Channis wywiązuje się ze swojego zadania, wskazując świat Tazenda. Na statek przybywa osobiście Pierwszy Obywatel, a Channis niespodziewanie okazuje się agentem Drugiej Fundacji próbującym przejąć kontrolę nad umysłem Muła. Nie wie, iż Muł przewidział ten krok, a na dodatek podał już cel swojej flocie, a ta dokonała zbombardowania planety. Okazuje się jednak, że Tazenda nie jest Drugą Fundacją a jest nią planeta Rossem podległa Tazendzie, co wyjawia Mułowi Channis poddany jego naciskowi parapsychicznemu. Równocześnie pojawia się Pierwszy Mówca Drugiej Fundacji, który przybył na pomoc Channisowi – w toku rozmowy okazuje się, że również Rossem nie jest Drugą Fundacją (Channis przed wysłaniem go do Muła został poddany modyfikacji umysłu), a jej agenci udali się do stolicy Muła, aby pozbawić go kontroli nad flotą. Wtedy Muł poddaje się uczuciu rezygnacji, co wykorzystuje Pierwszy Mówca, aby wpłynąć na jego umysł, tak że Muł rezygnuje z dalszych podbojów i poszukiwania Drugiej Fundacji.

### Część II: Fundacja prowadzi poszukiwania
50 lat po śmierci Muła, naukowcy zajmujący się raczkującą psychoanalizą w Fundacji stwierdzają, iż ktoś dokonuje manipulacji psychicznych na obywatelach. Podejrzenie pada na Drugą Fundację. Grupa naukowców zawiązuje tajny spisek przeciwko Drugiej Fundacji. W celu wytropienia ich siedziby na Kalgan udaje się Homir Munn wraz z Arkadią, córką jednego ze spiskowców w celu przejrzenia archiwów w dawnym pałacu Muła. Arkadia przekonuje obecnego władcę Kalgana, iż tak naprawdę Munn chce potwierdzić fakt, że Settin pokona Fundację i sam zostanie panem galaktyki. Settin decyduje się na wypowiedzenie wojny Fundacji, zatrzymując Munna na planecie. Arkadia cudem ucieka na Trantora, dawne centrum Imperium, znajdując opiekę u rolnika Palmera Palvera, któremu zresztą podsuwa pomysł na handel żywnością z zaatakowaną Fundacją.
Settin i Kalgańczycy w końcu przegrywają wojnę, a wypuszczony Munn pełni rolę ambasadora.
Spiskowcy, mimo iż w ich szeregach pojawiają się zarówno osoby zmanipulowanie przez Druga Fundację jak i jej agenci, dysponują nową bronią – wytwornicą pola statycznego, mogącą blokować wpływ psychiczny agentów Drugiej Fundacji oraz ich demaskować. Jednym z nich okazuje się jeden ze spiskowców, który wskazuje prawdziwe położenie Drugiej Fundacji, która ma leżeć na tej samej planecie, co pierwsza – Terminusie. Dzięki wytwornicy pola statycznego Pierwsza Fundacja eliminuje członków Drugiej Fundacji i może rozpocząć podbój galaktyki. Na zakończenie okazuje się, że wszystko było ukartowane przez Drugą Fundację znajdującą się na dawnej stolicy Imperium, czyli Trantorze. Dzięki pokonaniu Settina Pierwsza Fundacja odzyskuje wiarę w swoje siły, a dzięki eliminacji rzekomo położonej na Terminusie Drugiej Fundacji jej dalsze działania nie są związane z obawami o działania Drugiej Fundacji, przez co przywrócone zostają pierwotne założenia planu Seldona.